# 夏圭
夏圭（約1180年—1230年），字禹玉，錢塘（今浙江杭州）人，南宋畫家。

## 生平
宋宁宗时（1195—1224）官至畫院中最高職等的待詔，並賜金帶。早年工人物画，后以山水画著称，取法李唐，画山石时用水墨皴染，用秃笔带水作大斧劈皴，称为“拖泥带水皴”。笔简意足，清旷俏丽，善于提炼剪裁，景色含蓄动人，清幽深远。所画山水取景多为“半边”、“一角”之景，构图别具一格，有“夏半边”之称。是北派山水代表人物之一。
夏珪画法和马远也相近，后人把他与马远并称“马夏”，兩人著名於空間留白構圖，「馬一角、夏半邊」實為引導觀賞者之方向。馬、夏二人加上李唐、劉松年，被合稱為“南宋四家”。
夏珪的儿子夏森，也擅长作画。

## 作品
存世作品有《溪山清远图》、《江山佳胜》等图。